# Примачек, Владимир Александрович
Владимир Александрович Примачек (род. 1 ноября 1949, Иркутск) — российский политик, депутат Государственной Думы Федерального Собрания Российской Федерации 6-го созыва.

## Биография

### Депутат госдумы
28 октября 2015 года стал депутатом госдумы 6-го созыва (получил вакантный мандат Сергея Левченко, ушедшего в губернаторы). Член фракции Политической партии «Коммунистическая партия Российской Федерации». Член комитета ГД по труду, социальной политике и делам ветеранов